# Klaus Friedrich (Politiker)
Klaus Friedrich (* 4. August 1960 in Korbach) ist ein deutscher parteiloser Politiker und seit 2001 Bürgermeister der Stadt Korbach.

## Leben
Nach dem Abitur studierte Friedrich und wurde Bau- und Wirtschaftsingenieur. Er arbeitete fünf Jahre in diesem Beruf in der freien Wirtschaft, bevor er Betriebsleiter der Stadtwerke sowie Geschäftsführer der Bad Arolser Kommunalbetriebe wurde.
Am 3. September 2000 wurde Friedrich mit 52,8 % der gültigen Stimmen zum Bürgermeister von Korbach gewählt. Am 3. September 2006 sowie am 23. September 2012 wurde er wiedergewählt, wobei er 71,2 % bzw. 69,2 % der gültigen Stimmen erhielt. Von 2006 bis 2010 gehörte Friedrich der CDU-Fraktion im Kreistag des Landkreises Waldeck-Frankenberg an.
Des Weiteren kandidierte er im Jahr 2009 für das Amt des Landrates des Landkreises Waldeck-Frankenberg. Nachdem bei der Wahl am 5. Juli kein Kandidat die Mehrheit erzielen konnte, unterlag er am 19. Juli in einer Stichwahl mit 45,7 % dem Kandidaten der SPD Reinhard Kubat. Am 28. Oktober 2018 wurde Friedrich im Amt als Bürgermeister der Kreis- und Hansestadt Korbach mit 86,0 % der gültigen Stimmen bestätigt.
Friedrich ist verheiratet und hat zwei Töchter.